# Plesiopelma physopus
Plesiopelma physopus là một loài nhện trong họ Theraphosidae.
Loài này thuộc chi Plesiopelma. Plesiopelma physopus được Cândido Firmino de Mello-Leitão miêu tả năm 1926.